# Rosie Bentham

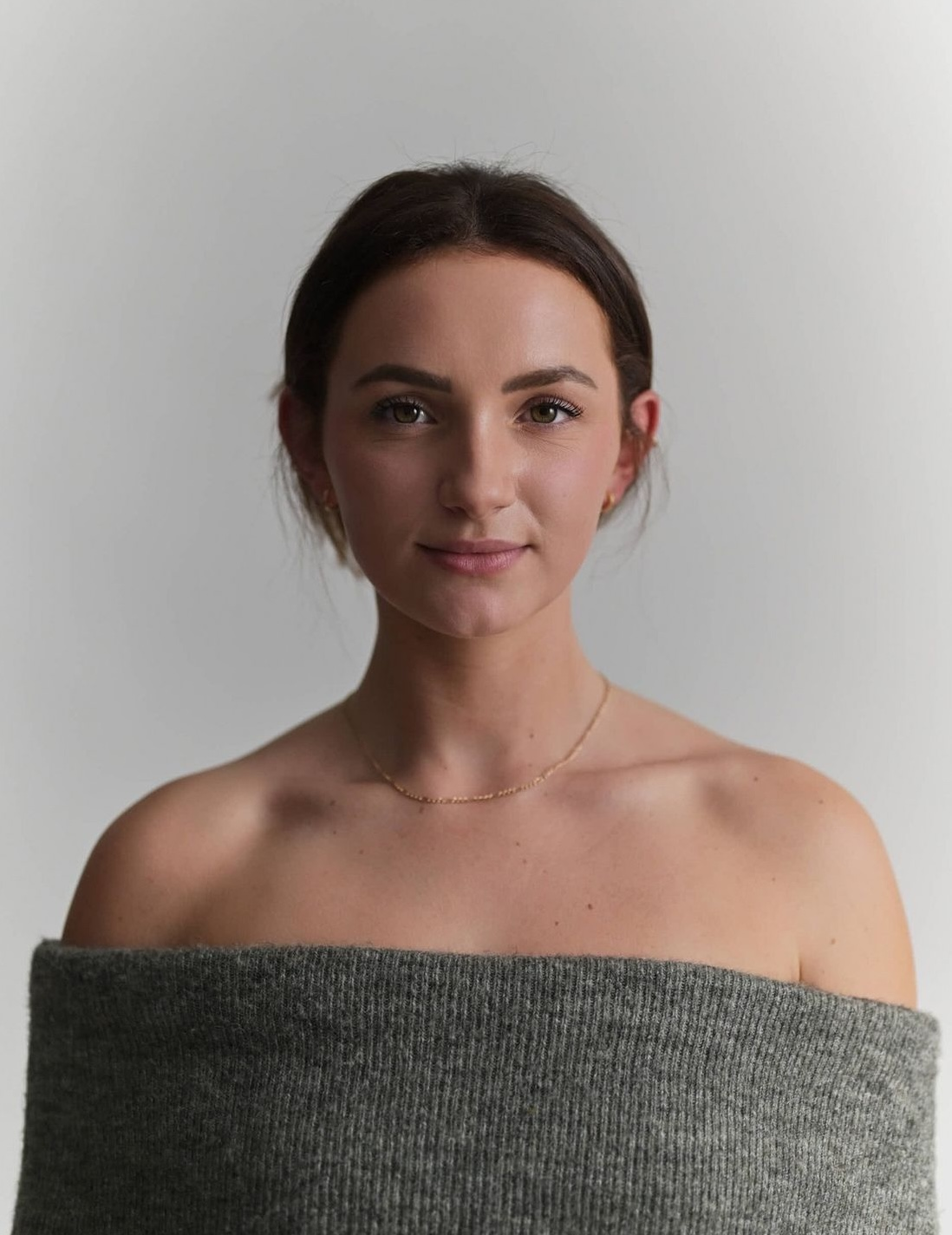
Rosie Bentham

Rosie Elizabeth Bentham (* 29. Juli 2001 in Nottingham) ist eine britische Schauspielerin.

## Leben und Karriere
Bentham wuchs in Nottingham auf und besuchte die Nottingham Emmanuel School. 2013 trat Bentham dem Television Workshop bei. Dort wirkte sie in verschiedenen Theaterproduktionen mit, darunter Oklahoma!, Fiddler on the Roof, The Sound of Music und Annie. Seit 2016 übernahm sie die Rolle der Gabby Thomas in Emmerdale und ersetzte damit die vorherige Schauspielerin Annelise Manojlovic. Im selben Jahr wurde Bentham für den TV Choice Award in der Kategorie "Best Soap Newcomer" für ihre Rolle in "Emmerdale" nominiert.
Außerdem hatte sie Gastauftritte in den Kinderfernsehsendungen Saturday Mash-Up! und Crackerjack!.

## Filmografie
- seit 2016: Emmerdale
- 2020: Crackerjack
- 2021: Saturday Mash-Up!
- 2023: Lorraine